# Village Roadshow
Village Roadshow Limited (che opera come Village Roadshow) è una società di media australiana fondata nel 1954 da Roc Kirby e di proprietà di BGH Capital.
La sede dell'azienda si trova a Melbourne, Victoria.
Prima dell'acquisizione del Village Roadshow da parte di BGH Capital, la società era quotata all Australian Securities Exchange.